# Ала-Тоо (футбольный клуб)
«Ала-Тоо» — киргизский футбольный клуб, представлявший Нарын. Был основан в 1992 году. Выступал в Высшей лиге Кыргызстана в 1992 и 2012—2016 годах.

## История
Футбольный клуб «Ала-Тоо» основан в 1992 году. Принял участие в первом независимом чемпионате Кыргызстана, в котором занял последнее место среди 12 команд. После этого выступал в низших лигах, затем был расформирован.
В 1997 году в Нарыне был создан клуб «Дордой» (позднее — «Дордой-Динамо», затем снова «Дордой»), ставший неоднократным чемпионом Кыргызстана. Но в конце 2009 года «Дордой» переехал в Бишкек.
Параллельно в середине 2000-х годов была предпринята попытка возродить клуб «Ала-Тоо», который в течение нескольких сезонов без особого успеха выступал в Первой лиге.
В 2012 году «Ала-Тоо» снова был возрождён, на этот раз фактически как фарм-клуб «Дордоя». Команда была сразу заявлена в Высшую лигу и в дебютном сезоне заняла 6-е место.
Клуб выступал в Высшей лиге до 2016 года и занимал места в середине или нижней половине таблицы. А по окончании сезона-2016 он снова был расформирован.

## Достижения
- Премьер-Лига:

5-е место (2 раза) — 2013 и 2015.
- Кубок Кыргызстана:

1/2 финала (1 раз) — 2012.

## Таблица выступлений
| Год  | Лига                         | Место    | И  | В  | Н | П  | Мячи  | Бомбардир                   | Кубок         |
| ---- | ---------------------------- | -------- | -- | -- | - | -- | ----- | --------------------------- | ------------- |
| 1992 | Высшая                       | 12 из 12 | 22 | 2  | 4 | 16 | 12-78 | Замирбек Жумагулов — 4      | 1/8           |
| 1993 | Первая (зона «Север», Финал) | 3 из 4   | 3  | 1  | 0 | 2  | 6-12  | ?                           | 1/8           |
| 2005 | Первая (зона «Север»)        | 10 из 12 | 22 | 5  | 3 | 14 | 24-64 | ?                           | не участвовал |
| 2006 | Первая (зона «Север»)        | 9 из 10  | 18 | 2  | 5 | 11 | 16-46 | ?                           | 1/8           |
| 2012 | Высшая                       | 6 из 8   | 28 | 9  | 3 | 16 | 39-50 | Евгений Дорогинский — 8     | 1/2           |
| 2013 | Высшая                       | 5 из 8   | 20 | 11 | 3 | 6  | 41-23 | Динмухаммед Таалайбеков — 8 | 1/4           |
| 2014 | Высшая                       | 6 из 8   | 20 | 7  | 2 | 11 | 29-34 | Абай Боколеев — 8           | 1/4           |
| 2015 | Высшая                       | 5 из 6   | 20 | 4  | 1 | 15 | 17-42 | Бекжан Сагынбаев — 4        | 1/8           |
| 2016 | Высшая                       | 6 из 7   | 18 | 3  | 1 | 14 | 12-36 | Эльдар Жумагулов — 6        | 1/4           |

Также команда участвовала в Кубках Кыргызстана в 1994, 1995, 1999, 2007—2009 и 2011 годах. О выступлениях в чемпионатах в этих сезонах сведений нет.